# Criollas de Caguas 2023
Questa voce raccoglie le informazioni riguardanti le Criollas de Caguas nella stagione 2023.

## Stagione
Le Criollas de Caguas disputano la loro quarantaduesima Liga de Voleibol Superior Femenino: ottengono un quarto posto in regular season, classificandosi per i quarti di finale dei play-off scudetto, dove vengono eliminate in tre incontri dalle Atenienses de Manatí.

## Organigramma societario
Area direttiva
- Presidente: Francisco Ramos

Area tecnica
- Allenatore: Juan Carlos Nuñez

## Rosa
| N° | Nome              | Ruolo | Data di nascita   | Nazionalità sportiva |
| -- | ----------------- | ----- | ----------------- | -------------------- |
| 1  | Seleisa Elisaia   | P     | 12 dicembre 1999  | Stati Uniti          |
| 1  | Shelly Fanning    | C     | 8 gennaio 1997    | Stati Uniti          |
| 1  | Taylor Borup      | S     | 11 marzo 1998     | Stati Uniti          |
| 2  | Shara Venegas     | L     | 18 settembre 1992 | Porto Rico           |
| 6  | Stephanie Enright | S     | 15 dicembre 1990  | Porto Rico           |
| 7  | Carelis Rojas     | P     | 27 febbraio 1994  | Porto Rico           |
| 8  | Kashauna Williams | S     | 12 gennaio 1999   | Stati Uniti          |
| 9  | Kayla Caffey      | C     | 25 novembre 1997  | Stati Uniti          |
| 13 | Mariana Thon      | P     | 18 novembre 1988  | Porto Rico           |
| 14 | Stephanie Salas   | L     | 17 febbraio 1992  | Porto Rico           |
| 15 | Ninoshka Vázquez  | S     | -                 | Porto Rico           |
| 16 | Stephanie Rivera  | S     | 30 maggio 2000    | Porto Rico           |
| 16 | Nia Reed          | O     | 27 giugno 1996    | Stati Uniti          |
| 18 | Alba Hernández    | C     | 3 ottobre 1994    | Porto Rico           |
| 21 | Pilar Victoriá    | S     | 11 ottobre 1995   | Porto Rico           |

## Mercato
| Acquisti | Acquisti          | Acquisti              | Acquisti   |
| R.       | Nome              | da                    | Modalità   |
| -------- | ----------------- | --------------------- | ---------- |
| P        | Seleisa Elisaia   | Penn State            | definitivo |
| S        | Kashauna Williams | Penn State            | definitivo |
| C        | Kayla Caffey      | Texas                 | definitivo |
| L        | Stephanie Salas   | Valencianas de Juncos | definitivo |
| S        | Ninoshka Vázquez  | Atenienses de Manatí  | definitivo |
| S        | Stephanie Rivera  | Saint Peter's         | definitivo |
| C        | Shelly Fanning    | -                     | definitivo |
| P        | Carelis Rojas     | -                     | definitivo |
| O        | Nia Reed          | AI Peppers            | definitivo |
| S        | Taylor Borup      | Toggenburg            | definitivo |

| Cessioni | Cessioni          | Cessioni                | Cessioni   |
| R.       | Nome              | a                       | Modalità   |
| -------- | ----------------- | ----------------------- | ---------- |
| O        | Julymar Otero     | Changas de Naranjito    | definitivo |
| L        | Valeria León      | Leonas de Ponce         | definitivo |
| S        | Kanisha Jiménez   | Cangrejeras de Santurce | definitivo |
| P        | Jennifer Nogueras | Apollōn Limassol        | definitivo |
| C        | Diana Reyes       | Al-Ahly                 | definitivo |
| O        | Karina Ocasio     | Al-Ahly                 | definitivo |
| C        | Taylor Sandbothe  | Changas de Naranjito    | definitivo |
| C        | Neira Ortiz       | Cangrejeras de Santurce | definitivo |
| S        | Adora Anae        | Panathīnaïkos           | definitivo |
| S        | Gabriela Colón    | Leonas de Ponce         | definitivo |
| P        | Seleisa Elisaia   | -                       | svincolata |
| S        | Stephanie Rivera  | Leonas de Ponce         | definitivo |
| C        | Shelly Fanning    | Changas de Naranjito    | definitivo |
| S        | Kashauna Williams | -                       | svincolata |

## Risultati

### LVSF

#### Regular season
| 4 febbraio 2023 Coliseo Carmen Zoraida Figueroa, Corozal  | Pinkin de Corozal       | 3 - 2 | Criollas de Caguas      | 25-18, 27-29, 14-25, 25-20, 15-10 |
| 10 febbraio 2023 Coliseo Juan Aubín Cruz Abreu, Manatí    | Atenienses de Manatí    | 2 - 3 | Criollas de Caguas      | 25-27, 26-24, 19-25, 25-21, 9-15  |
| 16 febbraio 2023 Coliseo Roger L. Mendoza, Caguas         | Criollas de Caguas      | 1 - 3 | Changas de Naranjito    | 21-25, 25-14, 20-25, 19-25        |
| 18 febbraio 2023 Coliseo Salvador Dijols, Ponce           | Leonas de Ponce         | 0 - 3 | Criollas de Caguas      | 19-25, 23-25, 20-25               |
| 19 febbraio 2023 Coliseo Roger L. Mendoza, Caguas         | Criollas de Caguas      | 1 - 3 | Cangrejeras de Santurce | 25-18, 14-25, 23-25, 19-25        |
| 22 febbraio 2023 Coliseo Roberto Clemente, San Juan       | Cangrejeras de Santurce | 3 - 1 | Criollas de Caguas      | 25-20, 17-25, 25-20, 25-20        |
| 25 febbraio 2023 Coliseo Carmen Zoraida Figueroa, Corozal | Pinkin de Corozal       | 0 - 3 | Criollas de Caguas      | 26-28, 27-29, 21-25               |
| 2 marzo 2023 Coliseo Rafael Amalbert, Juncos              | Valencianas de Juncos   | 3 - 2 | Criollas de Caguas      | 20-25, 25-19, 13-25, 25-16, 15-9  |
| 4 marzo 2023 Coliseo Roger L. Mendoza, Caguas             | Criollas de Caguas      | 3 - 1 | Atenienses de Manatí    | 25-18, 23-25, 25-21, 25-22        |
| 5 marzo 2023 Coliseo Gelito Ortega, Naranjito             | Changas de Naranjito    | 1 - 3 | Criollas de Caguas      | 16-25, 25-19, 18-25, 23-25        |
| 9 marzo 2023 Coliseo Roger L. Mendoza, Caguas             | Criollas de Caguas      | 3 - 2 | Leonas de Ponce         | 25-12, 31-29, 18-25, 15-25, 15-13 |
| 10 marzo 2023 Coliseo Roger L. Mendoza, Caguas            | Criollas de Caguas      | 3 - 0 | Cangrejeras de Santurce | 25-15, 25-23, 25-11               |
| 15 marzo 2023 Coliseo Juan Aubín Cruz Abreu, Manatí       | Atenienses de Manatí    | 1 - 3 | Criollas de Caguas      | 24-26, 19-25, 25-22, 21-25        |
| 18 marzo 2023 Coliseo Roger L. Mendoza, Caguas            | Criollas de Caguas      | 0 - 3 | Pinkin de Corozal       | 22-25, 18-25, 25-27               |
| 24 marzo 2023 Coliseo Roger L. Mendoza, Caguas            | Criollas de Caguas      | 0 - 3 | Changas de Naranjito    | 15-25, 20-25, 17-25               |
| 25 marzo 2023 Coliseo Roger L. Mendoza, Caguas            | Criollas de Caguas      | 3 - 0 | Valencianas de Juncos   | 25-23, 25-11, 25-15               |
| 31 marzo 2023 Coliseo Salvador Dijols, Ponce              | Leonas de Ponce         | 1 - 3 | Criollas de Caguas      | 13-25, 25-20, 14-25, 16-25        |
| 2 aprile 2023 Coliseo Roger L. Mendoza, Caguas            | Criollas de Caguas      | 3 - 0 | Valencianas de Juncos   | 25-19, 25-16, 25-22               |

#### Play-off
| Quarti di finale (gara 1) - 8 aprile 2023 Coliseo Roger L. Mendoza, Caguas       | Criollas de Caguas   | 2 - 3 | Atenienses de Manatí | 25-11, 25-22, 29-31, 21-25, 11-15 |
| Quarti di finale (gara 2) - 10 aprile 2023 Coliseo Juan Aubín Cruz Abreu, Manatí | Atenienses de Manatí | 3 - 1 | Criollas de Caguas   | 26-24, 25-18, 23-25, 25-15        |
| Quarti di finale (gara 3) - 11 aprile 2023 Coliseo Roger L. Mendoza, Caguas      | Criollas de Caguas   | 2 - 3 | Atenienses de Manatí | 25-21, 17-25, 19-25, 25-20, 6-15  |

## Statistiche

### Statistiche di squadra
| Competizione | Punti | In casa | In casa | In casa | In trasferta | In trasferta | In trasferta | Totale | Totale | Totale |
| Competizione | Punti | G       | V       | P       | G            | V            | P            | G      | V      | P      |
| ------------ | ----- | ------- | ------- | ------- | ------------ | ------------ | ------------ | ------ | ------ | ------ |
| LVSF         | 33    | 11      | 5       | 6       | 10           | 6            | 4            | 21     | 11     | 10     |
| Totale       | -     | 11      | 5       | 6       | 10           | 6            | 4            | 21     | 11     | 10     |

G = partite giocate; V = partite vinte; P = partite perse